# David van Eerd
Pour les articles homonymes, voir Van Eerd.
David van Eerd, né le 23 avril 1990 à IJsselstein, est un coureur cycliste néerlandais. 

## Biographie
En juillet 2018, il est contrôlé positif à l'EPO CERA lors d'une course organisée à Longvic. L'AFLD le suspend pour une durée de quatre ans,.

## Palmarès et résultats

### Palmarès par année
- 2012
  - 2e étape du Grand Prix Chantal Biya
- 2016
  - 5e étape du Tour de la République démocratique du Congo
  - 2e du Tour de la République démocratique du Congo

### Classements mondiaux
| Année           | 2012 | 2013 | 2014 | 2015 | 2016 | 2017 | 2018   |
| --------------- | ---- | ---- | ---- | ---- | ---- | ---- | ------ |
| UCI Africa Tour | 131e | 110e |      |      |      |      |        |
| UCI Europe Tour |      |      |      |      |      |      | 1 593e |